# Propylhexedrin
Propylhexedrin (auch Hexahydrodesoxyephedrin) ist ein zentralnervöses Stimulans, das in den USA als Benzedrex Inhalierstift vermarktet wird. Propylhexedrin ist strukturverwandt mit Methamphetamin.
Es wird vor allem zur symptomatischen Behandlung von Nasenausfluss bei Erkältungen und Allergien angewendet.
Das auch als Levopropylhexedrin bezeichnete (S)-Enantiomer wird auch als Appetitzügler verwendet. Das Salz des (S)-Enantiomers mit Phenobarbital ergibt den antiepileptisch wirkenden Arzneistoff Barbexaclon.

## Synthese
Propylhexedrin kann durch die Kernhydrierung von Methamphetamin in Gegenwart von Platin(IV)-oxid als Katalysator hergestellt werden:

Eine Enantiomerentrennung kann mit Hilfe von L-(+)-Weinsäure erfolgen.